# 헤르타 (붕괴: 스타레일)
헤르타(영어: Herta)는 붕괴: 스타레일의 등장인물이다.

## 모티브
인형. 특히 구체관절인형이 모티브인 캐릭터이다. 대기 상태에서 오르골 인형처럼 회전하는 이유도 그녀의 모티브가 구체관절인형이기 때문.

## 대사

### 전투 중
- 내가 누군지 알아? (필살기 활성화)
- 이렇게 큰 다이아는 처음이지? 너 줄게~ (필살기 발동)
- 빙글뱅글~/떼굴떼굴~ (특성 발동 시)
- 연결... 단절... (전투 불능 상태)
- 대기 중... 나 심심해 (턴 대기)
- 아플걸? (일반 공격)
- 조용히 좀 할 수 없을까!? (전투 스킬 발동 시)
- 망가질 수 없지 (약공격 피격 시)
- 망가지겠어! (강공격 피격 시)
- 재... 가동...... (전투 복귀 시)
- 재치있네 (HP 회복 시)
- 사양 업그레이드 (비술 업그레이드 시)
- 시간을 낭비했잖아! (전투 승리 시)
- 겨우 이거야? (전리품 오픈 시 1)
- 응? 괜찮네 (전리품 오픈 시 2)
- 좋아 좋아 (진귀한 전리품 오픈 시)
- 이렇게 오래 생각한다고? (수수께끼 풀이 성공 시 1)
- 이 정도는 눈 감고도 풀지 (수수께끼 풀이 성공 시 2)
- 어떻게 할지는 내 기분에 달렸어 (적 발견 시)
- 이 곳에 내가 흥미를 느낄 수 있는 게 있다고? 그럴 리가 (도시로 복귀/타 지역으로 순간이동 시)

## 기타
- 자신과 같은 이름의 우주정거장을 소유하고 있다.
- 그녀의 대기 모션 중 오르골 소리는 원신의 몬드에 있는 마죠리의 가게에서 들리는 오르골의 소리이다.
- 프리파라의 파루루와 비슷한 면이 있다. 둘의 모티브가 인형이며, 대한민국판 성우도 김서영으로 동일하다. (다만 그 캐릭터의 대한민국판 성우는 다른 성우로 변경되었다.)
- 본래의 인간 모습이 따로 있다. 이름은 더 헤르타.
- 다키마쿠라 제품도 있다.